# 戴薩茨維爾鎮區 (北卡羅萊納州麥克道威縣)
戴薩茨維爾鎮區（英語：Dysartsville Township）是位於美國北卡羅萊納州麥克道威縣的一個鎮區。

## 地方資料
戴薩茨維爾鎮區的面積為104.37平方千米，皆為陸地。根據2020年美國人口普查的數據，當地共有人口3573人，而人口密度為每平方千米34.23人。